# Oscilatorul armonic liniar cuantic (metoda analitică)

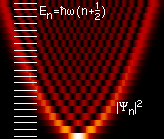
Diagrama densităţilor de probabilitate ψ_{n}(x)^{2} pentru stările staţionare, începând cu starea fundamentală (n = 0) continuând pentru stările corespunzătoare energiilor mai mari. Pe axa orizontală se reprezintă poziția x, iar culorile mai deschise corespund densităților de probabilitate mai mari.

Metoda analitică de rezolvare a ecuației lui Schrödinger pentru oscilatorul armonic cuantic, numită și metoda Schrödinger este un procedeu matematic de rezolvare a ecuației ce descrie comportamentul dinamic al unui sisem oscilant armonic microscopic. Metoda, dezvoltată de către fizicianul austriac Erwin Schrödinger, are la bază teoria ecuațiilor diferențiale și utilizarea polinoamelor Hermite. Procedeul acesta, alături de metoda algebrică al lui Dirac și Fock, respectiv metoda polinomială datorată lui Sommerfeld, permite găsirea sistemului complet de funcții proprii care redau comportamentul oscilatorului și obținerea relației de cuantificare a energiei oscilatorului.

## Ecuația de mișcare (ecuația lui Schrödinger)
În mecanica cuantică, ecuația  Schrödinger temporală corespunzătoare hamiltonianului clasic este prin definiție:
{\displaystyle \left(1\right)}{\displaystyle i\hbar {\frac {\partial }{\partial t}}\Psi (\mathbf {r} ,\,t)=-{\frac {\hbar ^{2}}{2m}}{\vec {\nabla }}^{2}\Psi (\mathbf {r} ,\,t)+V(\mathbf {r} )\Psi (\mathbf {r} ,\,t)}
Pentru oscilatorul unidimensional, vectorul de poziție {\displaystyle \scriptstyle \mathbf {r} } se înlocuiește prin coordonata  {\displaystyle \scriptstyle x}, iar operatorul {\displaystyle \scriptstyle {\vec {\nabla }}^{2}} (laplaceanul) prin derivata parțială de ordinul doi în raport de coordonata {\displaystyle \scriptstyle x}: {\displaystyle \scriptstyle {\frac {\partial ^{2}}{\partial x^{2}}}}.
Potențialul câmpului de forțe în care este plasată particula este în acest caz:
{\displaystyle \scriptstyle V(x)={1 \over 2}m\omega ^{2}x^{2}}.  Se găsește astfel, forma ecuației Schrödinger temporale pentru oscilatorul armonic liniar (unidimensional):
| {\displaystyle \left(2\right)}{\displaystyle i\hbar {\frac {\partial }{\partial t}}\Psi (x,t)+{\frac {\hbar ^{2}}{2m}}\left({\frac {\partial ^{2}}{\partial x^{2}}}\right)\Psi (x,t)-{1 \over 2}m\omega ^{2}x^{2}\Psi (x,t)=0} |

### Rezolvarea ecuației lui Schrödinger
Legătura dintre ecuația lui Schrödinger și ecuația clasică al lui Hamilton-Jacobi sugerează căutarea unei soluții particulare de forma: {\displaystyle \scriptstyle \Psi (x,t)=e^{F(x,t)}}, unde {\displaystyle \scriptstyle F(x,t)} este un polinom de gradul al doilea de variabilă x având coeficienții {\displaystyle \scriptstyle A(t)}, {\displaystyle \scriptstyle B(t)}, {\displaystyle \scriptstyle C(t)} în general dependenți de timp. Expresia generală a acestui polinom se scriesub forma {\displaystyle \scriptstyle F(x,t)={x^{2}}A(t)+2xB(t)+C(t)}  (1.4). Folosind această formă, se exprimă derivatele parțiale din ecuația Schrödinger prin expresiile:
{\displaystyle \left(3.1\right)}{\displaystyle {\frac {\partial }{\partial t}}\Psi (x,t)={e^{F(x,t)}}\left({x^{2}}{\frac {\partial }{\partial t}}A(t)+{2x}{\frac {\partial }{\partial t}}B(t)+{\frac {\partial }{\partial t}}C(t)\right)}
{\displaystyle \left(3.2\right)}{\displaystyle {\frac {\partial }{\partial x}}\Psi (x,t)={e^{F(x,t)}}\left(2xA(t)+2B(t)\right)}
{\displaystyle \left(3.3\right)}{\displaystyle {\frac {\partial ^{2}}{\partial x^{2}}}\Psi (x,t)={e^{F(x,t)}}\left[2A(t)+4(xA(t)+B(t))^{2}\right]}
Întrucât factorul exponențial este definit strict pozitiv, prin înlocuirea acestor derivate în expresia ecuației, se poate simplifica prin el și se găsește egalitatea:
{\displaystyle \left(4\right)}{\displaystyle i\hbar \left({x^{2}}{\frac {\partial }{\partial t}}A(t)+{2x}{\frac {\partial }{\partial t}}B(t)+{\frac {\partial }{\partial t}}C(t)\right)+{\frac {\hbar ^{2}}{2m}}\left[2A(t)+4(xA(t)+B(t))^{2}\right]-{1 \over 2}m\omega ^{2}x^{2}=0}
Condiția necesară, ca această egalitate să fie satisfăcută este aceea ca toți coeficienții acelorași puteri ale variabilei spațiale să fie nule. Din această condiție se obține sistemul de ecuații liniare ce permite calcularea coeficienților {\displaystyle \scriptstyle A(t)}, {\displaystyle \scriptstyle B(t)} și {\displaystyle \scriptstyle C(t)}:
{\displaystyle \left(5.1\right)}{\displaystyle i\hbar {\frac {\partial }{\partial t}}A(t)+{\frac {2\hbar ^{2}}{m}}{A(t)}^{2}-{1 \over 2}m\omega ^{2}=0}
{\displaystyle \left(5.2\right)}{\displaystyle i\hbar {\frac {\partial }{\partial t}}B(t)+{\frac {2\hbar ^{2}}{m}}{A(t)B(t)}=0}
{\displaystyle \left(5.3\right)}{\displaystyle i\hbar {\frac {\partial }{\partial t}}C(t)+{\frac {\hbar ^{2}}{m}}\left(A(t)+2B(t)^{2}\right)=0}
Soluția trivială a ecuației (1.7) este aceea în care coeficientul {\displaystyle \scriptstyle A} este independent de timp. O asemenea soluție este analoagă cu soluția ecuației Hamilton-Jacobi pentru un oscilator armonic clasic, rezultă din această analogie relația pentru {\displaystyle \scriptstyle A}: {\displaystyle \scriptstyle A^{2}={m^{2}}{\frac {\omega ^{2}}{4\hbar ^{2}}}}
Din cele două soluții posibile ale acestei ultime ecuații se alege soluția negativă, pentru a asigura posibilitatea normării funcției de undă {\displaystyle \scriptstyle \Psi (x,t)} dată de relația (1.3), cu alte cuvinte, pentru ca funcția să nu tindă la infinit când x tinde la infinit (să fie mărginit pe întregul domeniu de definiție). Cu această condiție, se poate scrie soluția acceptabilă a ecuației (1.7):
{\displaystyle \left(6\right)}{\displaystyle A=-m{\frac {\omega }{2\hbar }}}
Dacă  se introduce această relație în ecuația diferențială (1.7.1) se obține ecuația:
{\displaystyle \left(7\right)}{\displaystyle {\frac {\dot {B}}{B}}=-i\omega }
Ecuația de mai sus, prin integrare directă, admite soluția:
{\displaystyle \left(8\right)} {\displaystyle B(t)={\sqrt {\frac {m\,{\omega }}{\hbar }}}ue^{-{i\omega t}}}
unde termenul {\displaystyle \scriptstyle u} reprezintă constanta de integrare arbitrară care poate fi reală sau complexă. Substituind ultimele două rezultate în ecuația (1.7.2) se ajunge la ecuația diferențială
{\displaystyle \left(9\right)}{\displaystyle {\dot {C}}={2i}{\omega }u^{2}e^{-{2i\omega t}}-i{\frac {\omega }{2}}}
din care prin integrare se găsește:
{\displaystyle \left(10\right)}{\displaystyle \ C=-{i}u^{2}e^{-{2i\omega t}}-i{\frac {\omega t}{2}}}
în această ultimă relație nu este nevoie de constantă de integrare fiindcă ea ar introduce un factor numeric constant care din punct de vedere fizic este nesemnificativ pentru soluția de la (1.3). Înlocuind expresiile găsite pentru {\displaystyle \scriptstyle A(t)}, {\displaystyle \scriptstyle B(t)} și {\displaystyle \scriptstyle C(t)} în formula (1.4) rezultă forma funcției {\displaystyle \scriptstyle F(x,t)}
{\displaystyle \left(11\right)}{\displaystyle \ F=-{1 \over 2}{\frac {m\,{\omega }}{\hbar }}x^{2}+2{\sqrt {\frac {m\,{\omega }}{\hbar }}}xue^{-{i\omega t}}-{(ue^{-{i\omega t}})}^{2}-i{\frac {\omega t}{2}}}
Pentru aducerea la o formă mai simplă a acestei expresii se face o schimbare de variabilă prin care se trece de la coordonata x a microparticulei la o nouă coordonată adimensională:
{\displaystyle \left(12\right)}{\displaystyle \xi =\left({\frac {m\omega }{\hslash }}\right)^{1 \over 2}x}
această schimbare induce alegerea unei unități naturale de lungime pentru măsurarea elongațiilor. Avantajul acestei alegeri constă în aceea că exponențialele din expresiile funcțiilor de undă vor avea exponenții adimensionali și va permite separarea variabilei temporale de cea spațială. Cu această notație, forma funcției {\displaystyle F(x,t)} devine:
{\displaystyle \left(13\right)}{\displaystyle \ F=-{1 \over 2}{\xi }^{2}+2u\xi (e^{-{i\omega t}})-{(ue^{-{i\omega t}})}^{2}-i{\frac {\omega t}{2}}}
Folosind notația ajutătoare:
{\displaystyle \left(14\right)}{\displaystyle \ v=ue^{-{i\omega t}}}
soluția (1.4) se scrie
{\displaystyle \left(15\right)}{\displaystyle \Psi (\xi ,t)=e^{-{1 \over 2}{\xi }^{2}+2v\xi -v^{2}-i{\frac {\omega t}{2}}}}
se observă că factorul ce conține variabila {\displaystyle v} se poate dezvolta în serie de puteri ale acestei variabile, având coeficienți care depind de variabila spațială {\displaystyle \scriptstyle \xi }:
{\displaystyle \left(16\right)}{\displaystyle e^{2v\xi -v^{2}}=\sum _{n=0}^{\infty }{\frac {v^{n}}{n!}}H_{n}(\xi )}
Dacă dezvoltarea în serie se face dezvoltând separat factorul {\displaystyle \scriptstyle exp(2v\xi )} respectiv {\displaystyle \scriptstyle exp(-v^{2})} se constată că funcțiile {\displaystyle \scriptstyle H_{n}(\xi )} sunt polinoame de gradul {\displaystyle \scriptstyle n}, de variabilă {\displaystyle \scriptstyle \xi }. De fapt, ele sunt polinoamele Hermite care formează un sistem complet de polinoame ortogonale. Prin schimbarea simultană a semnelor variabilelor {\displaystyle \scriptstyle v} și {\displaystyle \scriptstyle \xi } în primul membru, expresia acestui membru nu se modifică. Prin urmare:
{\displaystyle \left(17\right)}{\displaystyle \sum _{n=0}^{\infty }{\frac {v^{n}}{n!}}H_{n}(\xi )=\sum _{n=0}^{\infty }{\frac {{(-1)^{n}}v^{n}}{n!}}H_{n}(-\xi )}
egalând coeficienții acelorași puteri în ambii membri se obține
{\displaystyle \left(18\right)}{\displaystyle H_{n}(-\xi )={(-1)^{n}}H_{n}(\xi )}
aceasta arată că polinoamele cu indici n pari conțin numai puteri pare iar cele cu indici impari numai puteri impare ale variabilei spațiale. O expresie explicită a polinoamelor Hermite se poate găsi scriind primul membru al relației (1.17) sub forma
{\displaystyle \left(19\right)}{\displaystyle e^{-{\xi }^{2}}e^{-(\xi -v)^{2}}}
Cel de-al doilea factor se poate dezvolta în serie Mac Laurin:
{\displaystyle \left(20\right)}{\displaystyle e^{-(\xi -v)^{2}}=\sum _{n=0}^{\infty }{(-1)^{n}}{\frac {v^{n}}{n!}}{\frac {d^{n}e^{-{\xi }^{2}}}{d{\xi }^{n}}}}
prin compararea acestei relații cu forma expresiei (1.17)se obține formula explicită a polinoamelor Hermite
{\displaystyle \left(21\right)}{\displaystyle H_{n}(\xi )={(-1)^{n}}e^{{\xi }^{2}}{\frac {d^{n}e^{-{\xi }^{2}}}{d{\xi }^{n}}}}
Prin înlocuirea dezvoltărilor anterioare în relația (1.16) a soluției și ținând cont de notațiile făcute se obține
{\displaystyle \left(22\right)}{\displaystyle \Psi (\xi ,t)=\sum _{n=0}^{\infty }{\frac {u^{n}}{n!}}e^{-{i\omega \left(n+{\frac {1}{2}}\right)t}}H_{n}(\xi )e^{-{\frac {{\xi }^{2}}{2}}}}
sau în forma explicită:
{\displaystyle \left(23\right)}{\displaystyle \Psi (\xi ,t)=\sum _{n=0}^{\infty }{\frac {u^{n}}{n!}}e^{-{i\omega \left(n+{\frac {1}{2}}\right)t}}{(-1)^{n}}e^{-{\frac {{\xi }^{2}}{2}}}{\frac {d^{n}e^{-{\xi }^{2}}}{d{\xi }^{n}}}}
Expresia de mai sus (1.22.1) reprezintă o soluție a ecuației lui Schrödinger (1.2), transcrisă cu schimbarea de variabilă x→{\displaystyle \xi } (1.13), oricare ar fi valoarea de regulă complexă a constantei arbitrare de integrare u. Prin urmare, coeficientul fiecărei puteri a acestei mărimi este și el o soluție a ecuației temporale al lui Schrödinger (1.2). Pe baza acestui raționament se obțin următoarele soluții ale acestei ecuații:
| {\displaystyle \Psi _{n}(\xi ,t)=e^{-{i\omega \left(n+{\frac {1}{2}}\right)t}}H_{n}(\xi )e^{-{\frac {{\xi }^{2}}{2}}}} | {\displaystyle (1.23)\,} |

Se poate observa că în această ultimă formă a soluțiilor, termenii spațiali (care conțin variabila spațială {\displaystyle \xi }-elongația exprimată în unități naturale) se pot separa de termenul temporal (cel care conține variabila t-timpul). Dacă notăm prin {\displaystyle \psi _{n}(\xi )}  partea spațială și prin {\displaystyle \phi _{n}(t)} parte temporală a soluțiilor, atunci se poate scrie
| {\displaystyle \psi _{n}(\xi )=H_{n}(\xi )e^{-{\frac {{\xi }^{2}}{2}}}} | {\displaystyle (1.24)\,} |

| {\displaystyle \phi _{n}(t)=e^{-{i\omega \left(n+{\frac {1}{2}}\right)t}}} | {\displaystyle (1.24.1)\,} |

soluția scriindu-se prin expresia formală {\displaystyle \Psi _{n}(\xi ,t)=\psi _{n}(\xi )\phi _{n}(t)} (1.24.2). Soluția {\displaystyle \psi _{n}(\xi )} (1.24) este rezolvarea ecuației Schrödinger atemporale scrisă în scara {\displaystyle \xi }
| {\displaystyle {\widehat {\textbf {\textit {H}}}}\psi _{n}(\xi )=E_{n}\psi _{n}(\xi )} | {\displaystyle (1.25)\,} |

respectiv în notația bra-ket (după Dirac):
| {\displaystyle {\widehat {\textbf {\textit {H}}}}\left\|\psi _{n}(\xi )\right\rangle =E_{n}\left\|\psi _{n}(\xi )\right\rangle } | {\displaystyle (1.25.1)\,} |

Aceasta este o ecuație cu vectori și valori proprii pentru care valorile proprii {\displaystyle E_{n}} se obțin prin identificarea factorului temporal din expresia (1.24.1) cu forma valabil pentru orice funcție de undă
| {\displaystyle e^{-{i{\frac {Et}{\hbar }}}}} |

Prin urmare se găsește formula binecunoscută:
| {\displaystyle E_{n}=\hslash \omega \left(n+{\frac {1}{2}}\right)} | {\displaystyle (1.26)\,} |

Această expresie se află în concordanță cu ipoteza cuantică inițială al lui Planck din anul 1900
Prin înmulțirea ambilor membrii ai egalității (1.17) cu exp{\displaystyle (-{\xi ^{2}}/2)} se obține următoarea relație pentru {\displaystyle \psi _{n}(\xi )}
| {\displaystyle e^{-{1 \over 2}{\xi }^{2}+2v\xi -v^{2}}=\sum _{n=0}^{\infty }{\frac {v^{n}}{n!}}\psi _{n}(\xi )} |

Forma aceasta permite găsirea normelor pentru funcțiile {\displaystyle \psi _{n}(\xi )}. Dacă se transcrie această relație  prin înlocuirea lui n cu m și al variabilei v cu w:
| {\displaystyle e^{-{1 \over 2}{\xi }^{2}+2w\xi -w^{2}}=\sum _{n=0}^{\infty }{\frac {w^{m}}{m!}}\psi _{m}(\xi )} |

prin înmulțirea membru cu membru a celor două egalități și integrarea după {\displaystyle \xi } între limitele {\displaystyle {-\infty }} și {\displaystyle {\infty }} se obține
| {\displaystyle \int _{-\infty }^{\infty }e^{-{\xi }^{2}+2(v+w)\xi -v^{2}-w^{2}}d\xi =\sum _{m=0}^{\infty }\sum _{n=0}^{\infty }{\frac {w^{m}}{m!}}{\frac {v^{n}}{n!}}\int _{-\infty }^{\infty }\psi _{n}(\xi )\psi _{m}(\xi )d\xi } |

Primul membru se poate transforma sub forma:
| {\displaystyle e^{2vw}\int _{-\infty }^{\infty }e^{-{(\xi }-v-w)^{2})}d\xi ={\sqrt {\pi }}e^{2vw}} |

prin urmare:
| {\displaystyle {\sqrt {\pi }}e^{2vw}={\sqrt {\pi }}e^{2vw}=\sum _{m=0}^{\infty }\sum _{n=0}^{\infty }{\frac {w^{m}}{m!}}{\frac {v^{n}}{n!}}\int _{-\infty }^{\infty }\psi _{n}(\xi )\psi _{m}(\xi )d\xi } |

Membrul întâi depinde numai de produsul {\displaystyle vw} este necesar ca și membrul al doilea să depindă de același produs, rezultă în continuare că pentru n diferit de m coeficienții tuturor termenilor trebuie să se anuleze:
 pentru n diferit de m 
| {\displaystyle \int _{-\infty }^{\infty }\psi _{n}(\xi )\psi _{m}(\xi )d\xi =0} |

Această relație reprezintă condiția de ortogonalitate pentru funcțiile {\displaystyle \psi _{n}(\xi )}, aceste funcții sunt de variabilă reală și corespund unor nivele de energie diferite, cuantificate prin numărul natural n. Prin egalarea coeficienților termenului {\displaystyle {(vw)}^{n}} în ambii membrii a egalității, se obține identitatea:
| {\displaystyle {\sqrt {\pi }}{\frac {2^{n}}{n!}}={\frac {1}{(n!)^{2}}}\int _{-\infty }^{\infty }\psi _{n}^{2}(\xi )d\xi } |

 din care se deduce pătratul normei funcțiilor proprii {\displaystyle \psi _{n}(\xi )}:
| {\displaystyle \int _{-\infty }^{\infty }\psi _{n}^{2}(\xi )d\xi ={\sqrt {\pi }}2^{n}n!} |

Funcțiile proprii normate, exprimate în scara naturală {\displaystyle \xi } se scrie deci sub forma:
| {\displaystyle \psi _{n}(\xi )={\frac {1}{\sqrt {{\sqrt {\pi }}2^{n}n!}}}H_{n}(\xi )e^{-{\frac {{\xi }^{2}}{2}}}} |

sau, prin înlocuirea plinomului lui Hermite cu forma explicitată:
| {\displaystyle \psi _{n}(\xi )={\frac {1}{\sqrt {{\sqrt {\pi }}2^{n}n!}}}{(-1)^{n}}e^{\frac {{\xi }^{2}}{2}}{\frac {d^{n}e^{-{\xi }^{2}}}{d{\xi }^{n}}}} | {\displaystyle (1.27)\,} |